# Джибути
Република Джибути (на арабски: جيبوتي; на сомалийски: Jabuuti) е държава в Източна Африка. Има площ от 22 300 кв. км и граничи с Еритрея, Етиопия и Сомалия. На 20 км от бреговата линия на Джибути се намират брегът на Йемен и Арабският полуостров. До 1977 г. страната е колония на Франция под името Френска Сомалия.

## История
Джибути често се споменава в народните песни на номадските племена в североизточна Африка. Историята на страната може да се проследи до дълбоката древност, когато местните народи са търгували подправки и кожи с Египет, Китай и Индия. Афарите, населяващи и до днес Джибути, са били сред първите африканци, приели исляма. След отварянето на Суецкия канал в средата на 19 век френският интерес към африканските брегове на Червено море, и по-специално Африканския рог нараства. През 1862 френските изследователи Анри Ламбер и Фльорио дьо Лангл купуват от местните султани пристанищния град Обок, с което се бележи началото на френската колонизация. По време на Втората световна война Джибути попада под контрола на режима на Виши, последвал след окупирането от нацистка Германия на голяма част от свободна Франция. През 1957 година по време на Четвъртата република Джибути получава значителни права за самоуправление. През 1967 в колонията е проведен референдум дали да се запази статутът ѝ като френска територия, като в полза на това гласува 60% от населението. По-късно същата година Джибути е преименувано на Френска територия на Иса и Афари, а 10 години по-късно страната получава независимост след нов референдум.

## География
Джибути е разположена в северната част на Африканския рог, в североизточна Африка. Страната има общо 506 км граници, от които:
- с Еритрея (113 км)
- с Етиопия (337 км)
- със Сомалиленд (58 км).

Теренът е предимно пустинен, на места с тревисти местности. Възвишенията са предимно хълмове или плата. Природните ресурси са ограничени, но включват важни суровини като злато, петрол, гипс и гранит. Джибути има потенциал за развитие на геотермална енергия.

## Държавно устройство
Джибути е полу-президентска република. Изпълнителната власт е в ръцете на правителството, а законодателната – в ръцете на правителството и парламента. Сегашната конституция е одобрена през 1992 година. Системата на управление е многопартийна, макар единствената силна партия да е Народното движение за прогрес.

## Икономика
За разлика от останалите африкански страни, икономиката на Джибути се базира предимно на сектора на услугите заради стратегическото разположение на страната. Близо 70% от населението живеят в столицата, а останалата част от жителите са предимно номади, занимаващи се с животновъдство. Заради прекалено сухия климат земеделието е ограничено, и по-голямата част от храната се внася.
Природните ресурси на Джибути са ограничени и индустрията е слабо развита. Най-големият проблем продължава да е безработицата, която е близо 60% в градските райони и над 80% в селските. Въпреки това инфлацията в страната е ниска – едва 3%. Значителни проблеми за икономиката създава и големият прираст на населението. Брутният вътрешен продукт (ППС) се изчислява на $1,878 млрд. с годишен растеж от 3,5%, а на глава от населението е $1000. Разпределението на БВП е както следва:
- земеделие: 3,2%
- индустрия: 14,9%
- услуги: 81,9%

Износът се ограничава до плодове, зеленчуци, кози, овце и камили. Индустриалната дейност включва строителство и обработка на земеделски продукти. Под линията на бедността живеят 42% от населението.

## Административно деление
Джибути е разделена на 5 региона и един град със статут на регион – Джибути. Регионите са разделени на общо 11 окръга.
Регионите са:
- Али Сабие
- Арта
- Джибути – град
- Дикил
- Обок
- Таджура

## Население
Населението на Джибути е почти 920 000 души (по оценки от 2020 г.), от които 95 % ca араби.

## Въоръжени сили на Джибути
Джибути поддържа неголеми въоръжени сили, чиято численост е 9850 души плюс 1400 паравоенни. Единственото съществуващо звено е Джибутската национална армия, включваща сухопътни войски, флот и военновъздушни сили. Оборудването включва автомати Калашников, бронирани коли Панар, миномети, РПГ-та, различни по произход ПЗРК. Инвентарът на военновъздушните сили включва само транспортни машини – 4 самолета и 5 вертолета, а флотът разполага с катери и други малки въоръжени лодки. В Джибути има разположени 800 френски и 2000 американски войници.